# Napoleone (film 1927)
Napoleone (Napoléon) è un film del 1927 diretto da Abel Gance ed è considerato un classico del cinema muto francese, fertile di innovazioni tecniche e linguistiche (sovraimpressioni, split screen, macchina da presa mobile, sistema Polyvision).
Il ruolo di protagonista è affidato a Albert Dieudonné e all'attore bambino Vladimir Roudenko (Napoleone ragazzo). Grazie alla energetica e rivoluzionaria direzione del regista, i due attori offrirono quella che a detta di molti critici rappresenta una delle più memorabili interpretazioni nel cinema muto in un ruolo drammatico. Il regista volle che il film fosse interamente dominato dalla personalità del protagonista, non solo nella trama della storia ma con un'insistenza ossessiva sui primi piani, come mai si era chiesto prima a degli attori. Dieudonné e Roudenko dimostrarono entrambi una capacità eccezionale nel comunicare agli spettatori con una recitazione essenziale le emozioni, la determinazione e le passioni del protagonista.

## Trama
Il film narra la prima parte della vita di Napoleone Bonaparte, dal 1781 quando dodicenne frequenta il collegio militare, passando per il 1789 quando partecipa, da ragazzo, alla presa della Bastiglia, il 1792 quando era quasi diventato colonnello dell'esercito, fino al 1796 quando diventò generale, e fece la Campagna d'Italia.

## Versioni conosciute
1. Versione proiettata per la prima volta il 7 aprile 1927 all'Opéra di Parigi. 35 mm. imbibito e virato; con trittici; musica di Arthur Honegger; lunghezza: 5.400 m.
2. Versione definitiva (ma senza trittici) proiettata all'Apollo in due parti e per sole due volte (8-9 maggio per distributori ed esercenti e 11-12 maggio 1927 per la stampa). 35 mm. imbibito e virato; senza trittici; lunghezza: 12.800 m.
3. Versione tedesca proiettata per la prima volta l'11 ottobre 1927 e distribuita dall'Ufa nell'Europa centrale. 35 mm imbibito e virato; con trittico; musica di Werner Heymann; durata: inferiore alle 3 ore.
4. Versione del novembre 1927. Si tratta della versione dell'Opéra rimaneggiata dallo stesso Gance. Distribuita dalla Gaumont-Metro-Goldwyn e proiettabile in due parti: la prima comprende le parti ambientate a Brienne, Tolone e l'entrata in Italia (compreso il trittico); la seconda parte da proiettare la sera comprende la restante parte della versione dell'Opéra preceduta dalla riproposizione del trittico dell'entrata in Italia, 35 mm. imbibito e virato.
5. Versione distribuita nella provincia francese nell'inverno 1927-1928. In effetti non si tratta di una sola versione poiché circolarono sia la versione dell'Opéra che quella definitiva, con e senza trittici ed in alcuni casi gli esercenti ridussero discrezionalmente la durata della versione lunga tagliandone alcune parti.
6. Versione definitiva spedita negli Stati Uniti la cui lunghezza venne ridotta a 29 rulli.
7. Versione del Gaumont-Palace del marzo-aprile 1928. Si tratta di una nuova versione non montata da Gance e proiettata in due parti (la prima il 23-29 marzo e la seconda il 6-12 aprile. 35 mm. in bianco e nero; durata complessiva verosimilmente di circa 3 ore.
8. Versione inglese distribuita da Jury-Metr-Goldwyn e proiettata la prima volta il 28 giugno 1928, 35 mm. imbibito e virato; con trittico; lunghezza: 3.500 m.
9. Versione americana del gennaio 1929 distribuita dalla Metro-Goldwyn-Mayer. 35 mm. in bianco e nero; senza trittico; lunghezza: 8 rulli.
10. Versione Pathé-Rural con didascalie in francese/inglese. 17,5 mm. imbibito e virato; senza trittico; lunghezza: 17 rulli.
11. Versione Pathé-Baby del 1928 con didascalie a tache d'arresto in francese. 9,5 mm. in bianco e nero; senza trittico; lunghezza: 9 rulli.
12. Versione Pathescope con didascalie a tache d'arresto in inglese. 9,5 mm. in bianco e nero; senza trittico; lunghezza 6 rulli.
13. Napoléon Bonaparte visto e inteso da Abel Gance (1935), 35 mm. in bianco e nero; senza trittico; sonoro; musica di Henri Verdun; lunghezza: 13 rulli (poi ridotti a 10).
14. Versione del Film-Office. 16 mm. - 9,5 mm. - 8 mm. in bianco e nero; didascalie stampate sopra le immagini; senza trittico; lunghezza: riduzione a 5 rulli della versione sonora del 1935.
15. Versione dello Studio 28. 35 mm. in bianco e nero; con trittico; sonoro. Si tratta della versione del 1935 con aggiunta del trittico sincronizzato.
16. Bonaparte et la Révolution (1970). Rielaborazione dello stesso Gance della versione muta e di quella sonora del 1935 con riprese aggiunte. 35 mm. in bianco e nero; senza trittico; sonoro; durata: 4 ore e 45 minuti poi ridotta a 4 ore (24 fotogrammi per secondo).
17. Ricostruzione del Napoléon muto effettuata da Kevin Brownlow. 35 mm. in bianco e nero; con trittico; musica di Carl Davis; durata: 4 ore e 50 minuti (a 20 fotogrammi per secondo).
18. Versione di Francis Ford Coppola. Si tratta di una versione ridotta della precedente. 35 mm. virato; con trittico; musica di Carmine Coppola; durata: 4 ore (a 24 fotogrammi per secondo).
19. Ricostruzione di Kevin Brownlow per la Cinémathèque française. 35 mm. in bianco e nero, con trittico, musica di Carl Davis; durata: 5 ore e 13 minuti (a 20 fotogrammi per secondo).
20. Ricostruzione di Bambi Ballard per la Cinémathèque française. 35 mm. in bianco e nero, con trittici (anche della doppia tempesta); musica di Marius Constant (basata su opere di Honegger; durata: 5 ore e 10 minuti (a 20 fotogrammi per secondo).
21. Ricostruzione di Kevin Brownlow per il British Film Institute. 35 mm. imbibito e virato; con trittico; musica di Carl Davis; durata: 5 ore e 33 minuti (a 20 fotogrammi per secondo e 18 per la parte ambientata a Brienne).[5]

## Seguiti
Nonostante il film sia stato un successo, Gance ripensò sempre alla vita di Napoleone, così nel 1934 girò una sorta di seguito, Napoleone Bonaparte di breve durata, circa 80 minuti. Per tutti gli anni quaranta avrebbe voluto fare una sorta di seguito, ma il progetto non andò mai in porto. Nel 1960 girò Napoleone ad Austerliz, ed infine nel 1972 girò il suo ultimo film Napoleone a sant'Elena. In pratica girò solo 4 dei 6 film sulla vita di Napoleone che aveva in progetto.

## Curiosità
- Stanley Kubrick, durante un'intervista, ha affermato: «Ho cercato di vedere tutti i film che sono stati fatti sull'argomento e devo dire che non mi hanno impressionato più di tanto. Di recente ho visto il film di Abel Gance, che nel corso degli anni s'è acquistato una certa reputazione fra i cinefili, e l'ho trovato veramente tremendo. Tecnicamente era all'avanguardia per i tempi e introdusse nuove tecniche filmiche piene d'inventiva, e difatti Ėjzenštejn ammise che fu Gance a stimolargli per primo l'interesse per il montaggio. Ma per quel che riguarda il trattamento della storia e dei personaggi è un film molto rozzo.»[6]

## Il restauro
Il film è stato soggetto a un lungo restauro da parte dello storico del cinema Kevin Brownlow, presentato, con la partecipazione dello stesso Abel Gance, al Telluride Film Festival nel 1979, contenente il ricostruito Polyvision originale e accompagnato dalle musiche di Carl Davis, con una durata di circa 5 ore.
Un'ulteriore ricostruzione è stata effettuata, sempre da Brownlow, nel 2000, con il ritrovamento di alcune sequenze, rinvenute nella Cinémathèque française a Parigi, allungando il film di altri 35 minuti di scene. La seguente versione è stata mostrata nello stesso anno a Udine presso il festival delle Giornate del cinema muto.
Nel 2024 dopo un lavoro di restauro durato vent'anni la Cinémathèque française presenta il film al Fema La Rochelle prima di essere distribuito in una trentina di sale francesi.